# Rally de Ferrol de 2007
El Rally de Ferrol de 2007 fue la 38.º edición y la sexta ronda de la temporada 2007 del Campeonato de España de Rally. Se celebró del 24 de agosto y el 25 de agosto y contó con un itinerario de 160 km cronometrados.
En una edición con un itinerario poco favorecedor a priori para el Porsche 911 GT3, Sergio Vallejo pudo sin embargo imponerse en la cita frente a los tracción total de los S2000 y los Mitsubishi Lancer Evo. Comenzó liderando en las dos primera especiales frente a un Alberto Hevia que se equivocó en la elección de neumáticos haciéndole perder mucho tiempo y a Miguel Ángel Fuster que rodó algo más conservador al principio pero consiguió colocarse líder de la prueba por la tarde hasta que su motor se rompió. De esta manera Vallejo recuperó el primer puesto con Víctor Senra en segunda posición y rodando cada vez más fuerte. La victoria fue finalmente para Vallejo, la segunda de la temporada, segundo Senra y tercero Josep Basols a casi dos minutos. Curiosamente de la segunda a la séptima plaza todos las monturas fueron Mitsubishi Lancer Evo IX.

## Clasificación final
| Pos. | Piloto         | Copiloto       | Automóvil                | Tiempo    | Diferencia |
| ---- | -------------- | -------------- | ------------------------ | --------- | ---------- |
| 1.   | Sergio Vallejo | Diego Vallejo  | Porsche 997 GT3 RS 3.6   | 1:43:26.9 | 0.0        |
| 2.   | Víctor Senra   | David Vázquez  | Mitsubishi Lancer Evo IX | 1:44:14.3 | +47.4      |
| 3.   | Josep Basols   | Álex Haro      | Mitsubishi Lancer Evo IX | 1:45:24.2 | +1:57.3    |
| 4.   | «Mex»          | António Costa  | Mitsubishi Lancer Evo IX | 1:46:19.3 | +2:52.4    |
| 5.   | Yeray Lemes    | Rogelio Peñate | Mitsubishi Lancer Evo IX | 1:46:56.1 | +3:29.2    |
| 6.   | Joan Vinyes    | Jordi Mercader | Mitsubishi Lancer Evo IX | 1:47:17.1 | +3:50.2    |
| 7.   | Álvaro Muñiz   | César Blanco   | Mitsubishi Lancer Evo IX | 1:47:37.6 | +4:10.7    |
| 8.   | Carlos Márquez | Aintzane Goñí  | Fiat Punto S1600         | 1:48:59.5 | +5:32.6    |
| 9.   | Sergio Pérez   | Pablo Marcos   | Renault Clio S1600       | 1:49:04.0 | +5:37.1    |
| 10.  | Pedro Burgo    | Marcos Burgo   | Mitsubishi Lancer Evo IX | 1:50:14.1 | +6:47.2    |